# Parataracticus wyliei
Parataracticus wyliei är en tvåvingeart som beskrevs av Martin 1955. Parataracticus wyliei ingår i släktet Parataracticus och familjen rovflugor.
Artens utbredningsområde är Kalifornien. Inga underarter finns listade i Catalogue of Life.